# Sinophorbia tergiprotuberans
Sinophorbia tergiprotuberans är en tvåvingeart som beskrevs av Xue 1999. Sinophorbia tergiprotuberans ingår i släktet Sinophorbia och familjen blomsterflugor. Inga underarter finns listade i Catalogue of Life.